# Paul Sauvage (cyclisme)
Pour les articles homonymes, voir Paul Sauvage (homonymie).
Paul Sauvage, né le 2 septembre 1995 à Lyon, est un coureur cycliste français.

## Palmarès
- 2012
  - 4e étape du Tour du Valromey
- 2013
  - 1re étape du Tour du Pays d'Olliergues
  - 2e du Tour du Pays d'Olliergues
  - 2e de la Classic Jean-Patrick Dubuisson Junior
- 2015
  - Prix de Manziat
  - 2e du Trophée des champions
  - 3e du championnat de France sur route espoirs
- 2016
  - Grand Prix de Longes
  - Circuit des Deux Ponts
  - 2e du Grand Prix du Faucigny
  - 3e des Quatre Jours des As-en-Provence
- 2017
  - 2e du Tour de Côte-d'Or
- 2019
  - Prix de Saint-Trivier-de-Courtes
  - Critérium de Briennon